# والت كاسيدي
والت كاسيدي (بالإنجليزية: Walt Cassidy)‏ هو لاعب كرة قدم أمريكية أمريكي، ولد في 16 أكتوبر 1899 في يونغزتاون في الولايات المتحدة، وتوفي في 28 ديسمبر 1944 في Cleveland (county) ‏ في المملكة المتحدة.

## وصلات خارجية
- والت كاسيدي على موقع مرجع كرة القدم المحترفة.كوم (الإنجليزية)